# Superfemmeren
Superfemmeren, også kaldet Big Red Machine og KLM-trojkaen var en legendarisk kæde på det sovjetiske ishockeylandshold og CSKA Moskva i 1980'erne, der fejrede næsten usandsynlige triumfer, både med landsholdet og klubholdet.
Navnet "Superfemmeren" kom først i brug i 1980'erne, men det har sit udspring sidst i 1960'erne, hvor legendariske navne som bl.a. Petrov, Krutov, Makarov og Kharlamov spillede med i den såkaldte "førstekæde", der var Sovjetunionens frygtede våben. Kun få udvalgte, rutinerede spille kom med i førstekæden.
Kæden bestod af Vjatjeslav Fetisov og Alexej Kasatonov som back-spillere samt Vladimir Krutov, Igor Larionov og Sergej Makarov (heraf beregnelse "KLM-trojkaen" ud fra spillernes efternavne) som forwards. Kæden blev sammensat af træneren Viktor Tikhonov efter Sovjets forsmædelige nederlag til USA ved de olympiske vinterlege i Lake Placid i 1980, og blev afprøvet første gang ved VM i Sverige i 1981, hvor holdet vandt guld, efter bl.a. at have ydmyget de svenske Tre Kronor med hele 13-1 i finalen. Samme år vandt Sovjet Canada Cup, hvor de i finalen slog Canadas professionelle spillere med Wayne Gretzky i spidsen med 8-1.
At kæden havde særstatus på det sovjetiske landshold, kunne ses ved træningssamlingerne, hvor de fem spillere som de eneste bar grønne spillertrøjer. Det gav dem også tilnavnet "den grønne kæde". Prisen for succesen var dog høj. Ishockeylandsholdet var Sovjetunionens ansigt udadtil, og spillerne måtte tilbringe 300 dage om året i træningssamlinger med de afsavn, det måtte give i forhold til familie og privatliv.
I dag betragtes kæden som Sovjetunionens sidste propagandamaskine på det sportslige område, og den var i 1980'erne med til at vinde 2 olympiske guldmedaljer (Sarajevo 1984 og Calgary 1988), 8 verdensmesterskaber samt et utal af sejre med det sovjetiske landshold og CSKA Moskva, der vandt samtlige sovjetiske mesterskaber for klubhold fra 1976-77 til 1988-89. Kun to gange måtte Sovjetunionen i løbet af 1980'erne se VM-guldet gå til andre nationer: i 1985, da Tjekkoslovakiet vandt, og i 1987, hvor Sverige blev verdensmestre.

## Spillerne
Vjatjeslav Aleksandrovitj Fetisov (født 20. april 1958 i Moskva) var kaptajn for det sovjetiske ishockeylandshold i en årrække, og nåede at spille for:
- CSKA Moskva (1975-89)
- New Jersey Devils (1989-95)
- Detroit Red Wings (1995-98)

Fetisovs lidt kontroversielle personlighed og åbenmundethed medførte, at han op til VM i 1989 af landstræner Viktor Tikhonov blev udelukket fra al ishockey i Sovjetunionen og henvist til at træne med et drengehold i CSKA Moskva. Protester og trusler om kollektiv boykot fra store dele af det sovjetiske landshold medførte, at han blev taget til nåde, og han kunne føre Sovjetunionen til guld ved VM. Efter endt karriere blev han sportsminister i Vladimir Putins regering i Rusland. I 2001 blev han valgt ind i Hockey Hall of Fame. Fetisov var med til at vinde 8 VM-guld, 2 OL-guld, 1 OL-sølv og 1 Canada Cup som spiller samt 3 Stanley Cup-titler som assistenttræner.
Aleksej Viktorovitj Kasatonov (født 14. oktober 1959 i Leningrad) spillede i:
- SKA Leningrad (1975-77)
- CSKA Moskva (1977-89)
- New Jersey Devils (1989-93)
- Anaheim Mighty Ducks (1993-94)
- St. Louis Blues (1994)
- Boston Bruins (1995)
- Providence Bruins (AHL) (1996)

Som en af de få sovjetiske spillere støttede han ikke Fetisov i 1989, hvilket medførte et venskabsbrud mellem de to backs. Skønt skæbnen ville, at de to kom til at spille sammen i New Jersey Devils, kom de aldrig på talefod igen. Kasatonov blev efter endt karriere i USA men fungerede en overgang som assistenttræner for det russiske landshold under Viktor Tikhonov. Kasatonov var med til at vinde 8 VM-guld, 2 OL-guld, 1 OL-sølv og 1 Canada Cup.
Vladimir Jevgenijevitj Krutov (født 1. juni 1960 i Moskva) spillede i:
- CSKA Moskva (1977-89)
- Vancouver Canucks (1989-90)
- Zürcher SC (1990-92)
- Östersunds IK (1992-95)
- Brunflo IK (1995-96)

Sammen med Igor Larionov rejste Krutov til Canada for at spille i Vancouver Canucks, men overgangen til en professionel karriere i National Hockey League var ikke succesfuld for Krutov. Han fik problemer med både kondition og vægt og fik tildelt øgenavnet "Vladimir Crouton". Han vendte hurtigt tilbage til europæisk ishockey men opnåede aldrig de store succeser, og han afsluttede sin karriere i den svenske 2. division. Efter sin aktive tid på isen blev han træner i bl.a. CSKA Moskva, hvorefter han blev hentet til det russiske sportsministerium. Krutov var med til at vinde 7 VM-guld, 2 OL-guld, 1 OL-sølv og 1 Canada Cup.
Igor Nikolajevitj Larionov (født 3. december 1960 i Voskresensk) spillede i:
- Khimik Voskresensk (1977-81)
- CSKA Moskva (1981-89)
- Vancouver Canucks (1989-92)
- HC Lugano (1992-93)
- San Jose Sharks (1993-95)
- Detroit Red Wings (1995-2000 og 2000-2003)
- Florida Panthers (2000)
- New Jersey Devils (2003-2004).
- Brunflo IK (to kampe i januar 2006).

Sammen med Fetisov var Larionov særdeles kritisk overfor det sovjetiske styre og dets behandling af sine ishockeyspillere, og i 1988 skrev han et brev til det sovjetiske ishockeyforbund og krævede vidtgående forandringer for spillerne. Det banede vejen for, at spillerne kunne søge til udlandet og påbegynde en professionel karriere i 1989. Skønt problemer i begyndelsen med at omstille sig til den nordamerikanske spillestil, kunne Larionov fejre store triumfer i NHL. Ved de olympiske vinterlege i 2002 kunne den da 42-årige Larionov vinde bronze med det russiske landshold i Salt Lake City. Larionov var med til at vinde 7 VM-guld, 2 OL-guld, 1 OL-sølv, 1 Canada Cup og 2 Stanley Cup.
Sergej Mikhailovitj Makarov (født 19. juni 1958, i Tjeljabinsk) spillede som aktiv i:
- Traktor Tjeljabinsk (1976-78)
- CSKA Moskva (1978-89)
- Calgary Flames (1989-93)
- San Jose Sharks (1993-96)
- Dallas Stars (1996)
- HC Fribourg (1997)

Efter en særdeles glorværdig tid i CSKA Moskva rejste Makarov til NHL, hvor han på trods af problemer såvel med den nordamerikanske spillestil som med det engelske sprog, blev udpeget som vinder af Calder Memorial Trophy som årets rookie – noget, der gav anledning til debat, da Makarov på det tidspunkt var 31 år gammel og næppe en rookie. Efter en tid som spilleragent i Californien blev Makarov hentet til det russiske sportsministerium. Makarov var med til at vinde 8 VM-guld, 2 OL-guld, 1 OL-sølv og 1 Canada Cup.

### Kharlamov
Valerij Borisovitj Kharlamov (russisk: Валерий Борисович Харламов, født 14. januar 1948 i Moskva, død 27. august 1981) var en succesfuld sovjetisk ishockeyspiller.
Kharlamov var også en del af den magiske Superfemmer og blev betragtet som det største talent, ishockeysporten har opfostret. Bl.a. VM i 1970 (Sverige) Kasatonov afløste V. Charlamov, efter dennes tragiske død. Kilder: Formiddagsavisen BT. Ole Omdal, Albertslund ( Sovjetisk Ishockey expert) fået overrakt Yakushevs trøje af den sovjetiske ambassadør i 1980

## Statistikken
Superfemmerens overlegenhed og betydning for det sovjetiske landshold ses tydeligt i statistikken for holdets resultater i perioden 1980 til 1990:
| År   | Sejre | Uafgjorte | Nederlag |
| ---- | ----- | --------- | -------- |
| 1980 | 26    | 1         | 2        |
| 1981 | 22    | 3         | 2        |
| 1982 | 23    | 2         | 0        |
| 1983 | 20    | 3         | 0        |
| 1984 | 30    | 1         | 3        |
| 1985 | 20    | 2         | 3        |
| 1986 | 26    | 0         | 2        |
| 1987 | 27    | 7         | 8        |
| 1988 | 19    | 1         | 4        |
| 1989 | 26    | 2         | 2        |
| 1990 | 28    | 3         | 5        |

## Opløsningen
Ved VM i 1991 i Finland optrådte Sovjetunionen for sidste gang som nation ved en stor turnering. Og landsholdet vandt sit sidste VM-guld ved VM 1990 i Schweiz, hvor man for sidste gang kunne se spillere med bogstaverne CCCP på trøjen stige op på sejrspodiet og modtage guldmedaljerne til tonerne af den sovjetiske nationalmelodi.
Den historiske udvikling havde overhalet landet indenom. Med Mikhail Gorbatjovs glasnost og perestrojka i midt- og sen-80'erne blæste de nye vinde også i sportens verden. Spillerne forlangte mere frihed og krævede adgang til en professionel tilværelse i udlandet. Trænerens og ishockeyforbundets totale kontrol over spillerne smuldrede, og med kommunismens fald faldt også den totale ishockeydominans, verden havde været vidne til.
En mindeværdig epoke i sportens historie var slut.

## Eksterne link og kildehenvisninger
- SVT: Femman skulle rädda Sovjets heder
- SVT: CCCP Hockey
- Länstidningen: Superstjärnan skriver sista kapitlet i Brunflo Arkiveret 13. marts 2007 hos  Wayback Machine
- Aftonbladet: CCCP:s magiska superfemma
- CCCP Hockey International: 1954-1991
- Hockey Hall of Fame Home Page Arkiveret 18. marts 2006 hos  Wayback Machine

Ole Omdal (sovjetisk Ishockeyekspert ) ALB